# Top Teams Cup masculine 2005-2006
Navigation
Édition précédente Édition suivante
La Top Teams Cup masculine 2005-2006 est la 34e édition de la Top Teams Cup masculine.

## Tour qualificatif

### Poule 1
| # | Équipe                 | Pts | J | G | P | Sp  | Sc  | Ratio | Pp | Pc | Ratio |
| - | ---------------------- | --- | - | - | - | --- | --- | ----- | -- | -- | ----- |
| 1 | Seat Volley Näfels     | 6   | 3 | 3 | 0 | 252 | 215 | 1.172 | 9  | 2  | 4.5   |
| 2 | Pepe Jeans Asse Lennik | 5   | 3 | 2 | 1 | 273 | 235 | 1.162 | 8  | 4  | 2     |
| 3 | Anorthosis Famagusta   | 4   | 3 | 1 | 2 | 224 | 242 | 0.926 | 3  | 7  | 0.429 |
| 4 | University of Ulster   | 3   | 3 | 0 | 3 | 219 | 276 | 0.793 | 2  | 9  | 0.222 |

| Date     | Match                                         | Résultat | Sets  | Sets  | Sets  | Sets  | Sets  | Total Points |
| Date     | Match                                         | Résultat | 1     | 2     | 3     | 4     | 5     | Total Points |
| -------- | --------------------------------------------- | -------- | ----- | ----- | ----- | ----- | ----- | ------------ |
| 07.10.05 | University of Ulster - Pepe Jeans Asse Lennik | 1 - 3    | 25-19 | 17-25 | 21-25 | 16-25 | -     | 79-94        |
| 07.10.05 | Seat Volley Näfels - Anorthosis Famagusta     | 3 - 0    | 25-21 | 25-20 | 25-22 | -     | -     | 75-63        |
| 08.10.05 | Seat Volley Näfels - University of Ulster     | 3 - 0    | 25-15 | 25-15 | 25-18 | -     | -     | 75-48        |
| 08.10.05 | Anorthosis Famagusta - Pepe Jeans Asse Lennik | 0 - 3    | 19-25 | 16-25 | 19-25 | -     | -     | 54-75        |
| 09.10.05 | Anorthosis Famagusta - University of Ulster   | 3 - 1    | 23-25 | 25-18 | 34-32 | 25-17 | -     | 107-92       |
| 09.10.05 | Pepe Jeans Asse Lennik - Seat Volley Näfels   | 2 - 3    | 25-16 | 19-25 | 25-21 | 23-25 | 12-15 | 104-102      |

### Poule 2
| # | Équipe               | Pts | J | G | P | Sp  | Sc  | Ratio | Pp | Pc | Ratio |
| - | -------------------- | --- | - | - | - | --- | --- | ----- | -- | -- | ----- |
| 1 | Raision Loimu Raisio | 5   | 3 | 2 | 1 | 275 | 247 | 1.113 | 8  | 4  | 2     |
| 2 | Krka Novo Mesto      | 5   | 3 | 2 | 1 | 290 | 262 | 1.107 | 8  | 5  | 1.6   |
| 3 | Kométa Kaposvár      | 5   | 3 | 2 | 1 | 264 | 258 | 1.023 | 7  | 5  | 1.4   |
| 4 | VC Strassen          | 3   | 3 | 0 | 3 | 163 | 225 | 0.724 | 0  | 9  | 0     |

| Date     | Match                                  | Résultat | Sets  | Sets  | Sets  | Sets  | Sets  | Total Points |
| Date     | Match                                  | Résultat | 1     | 2     | 3     | 4     | 5     | Total Points |
| -------- | -------------------------------------- | -------- | ----- | ----- | ----- | ----- | ----- | ------------ |
| 07.10.05 | Kometa Kaposvar - Raision Loimu Raisio | 1 - 3    | 25-23 | 21-25 | 21-25 | 17-25 | -     | 84-98        |
| 07.10.05 | Krka Novo Mesto - VC Strassen          | 3 - 0    | 25-18 | 25-17 | 25-20 | -     | -     | 75-55        |
| 08.10.05 | VC Strassen - Raision Loimu Raisio     | 0 - 3    | 16-25 | 21-25 | 17-25 | -     | -     | 54-75        |
| 08.10.05 | Krka Novo Mesto - Kometa Kaposvar      | 2 - 3    | 25-17 | 25-23 | 22-25 | 23-25 | 11-15 | 106-105      |
| 09.10.05 | Kometa Kaposvar - VC Strassen          | 3 - 0    | 25-16 | 25-18 | 25-20 | -     | -     | 75-54        |
| 09.10.05 | Raision Loimu Raisio - Krka Novo Mesto | 2 - 3    | 25-20 | 21-25 | 25-23 | 17-25 | 14-16 | 102-109      |

### Poule 3
| # | Équipe               | Pts | J | G | P | Sp  | Sc  | Ratio | Pp | Pc | Ratio |
| - | -------------------- | --- | - | - | - | --- | --- | ----- | -- | -- | ----- |
| 1 | Copra Piacenza       | 6   | 3 | 3 | 0 | 248 | 169 | 1.467 | 9  | 1  | 9     |
| 2 | Mladost Zagreb       | 5   | 3 | 2 | 1 | 238 | 224 | 1.063 | 6  | 5  | 1.2   |
| 3 | Esmoriz GC           | 4   | 3 | 1 | 2 | 234 | 269 | 0.87  | 5  | 7  | 0.714 |
| 4 | Posojilnica Aich/Dob | 3   | 3 | 0 | 3 | 211 | 269 | 0.784 | 2  | 9  | 0.222 |

| Date     | Match                                 | Résultat | Sets  | Sets  | Sets  | Sets  | Sets | Total Points |
| Date     | Match                                 | Résultat | 1     | 2     | 3     | 4     | 5    | Total Points |
| -------- | ------------------------------------- | -------- | ----- | ----- | ----- | ----- | ---- | ------------ |
| 07.10.05 | Posojilnica Aich/Dob - Mladost Zagreb | 0 - 3    | 21-25 | 21-25 | 15-25 | -     | -    | 57-75        |
| 07.10.05 | Copra Piacenza - Esmoriz GC           | 3 - 0    | 25-18 | 25-16 | 25-12 | -     | -    | 75-46        |
| 08.10.05 | Mladost Zagreb - Esmoriz GC           | 3 - 2    | 24-26 | 22-25 | 25-18 | 25-16 | 15-7 | 111-92       |
| 08.10.05 | Copra Piacenza - Posojilnica Aich/Dob | 3 - 1    | 25-17 | 23-25 | 25-12 | 25-17 | -    | 98-71        |
| 09.10.05 | Esmoriz GC - Posojilnica Aich/Dob     | 3 - 1    | 25-21 | 21-25 | 25-17 | 25-20 | -    | 96-83        |
| 09.10.05 | Mladost Zagreb - Copra Piacenza       | 0 - 3    | 16-25 | 18-25 | 18-25 | -     | -    | 52-75        |

### Poule 4
| # | Équipe                  | Pts | J | G | P | Sp  | Sc  | Ratio | Pp | Pc | Ratio |
| - | ----------------------- | --- | - | - | - | --- | --- | ----- | -- | -- | ----- |
| 1 | Vegyesz Kazincbarcika   | 4   | 2 | 2 | 0 | 172 | 144 | 1.194 | 6  | 1  | 6     |
| 2 | ESS Falck Pärnu         | 3   | 2 | 1 | 1 | 181 | 185 | 0.978 | 4  | 4  | 1     |
| 3 | Makedonija Gio Strumica | 2   | 2 | 0 | 2 | 150 | 174 | 0.862 | 1  | 6  | 0.167 |
| 4 | Studenti Tirana         | 0   | 0 | 0 | 0 | 0   | 0   | MAX   | 0  | 0  |       |

| Date     | Match                                           | Résultat | Sets  | Sets  | Sets  | Sets  | Sets | Total Points |
| Date     | Match                                           | Résultat | 1     | 2     | 3     | 4     | 5    | Total Points |
| -------- | ----------------------------------------------- | -------- | ----- | ----- | ----- | ----- | ---- | ------------ |
| 08.10.05 | ESS Falck Pärnu - Vegyesz Kazincbarcika         | 1 - 3    | 22-25 | 25-22 | 22-25 | 13-25 | -    | 82-97        |
| 09.10.05 | Makedonija Gio Strumica - ESS Falck Pärnu       | 1 - 3    | 25-22 | 19-25 | 25-27 | 19-25 | -    | 88-99        |
| 07.10.05 | Vegyesz Kazincbarcika - Makedonija Gio Strumica | 3 - 0    | 25-19 | 25-21 | 25-22 | -     | -    | 75-62        |

### Poule 5
| # | Équipe                   | Pts | J | G | P | Sp  | Sc  | Ratio | Pp | Pc | Ratio |
| - | ------------------------ | --- | - | - | - | --- | --- | ----- | -- | -- | ----- |
| 1 | Dinamo-Tattransgaz Kazan | 6   | 3 | 3 | 0 | 225 | 148 | 1.52  | 9  | 0  |       |
| 2 | Sampo Pielavesi          | 5   | 3 | 2 | 1 | 242 | 263 | 0.92  | 6  | 5  | 1.2   |
| 3 | VSK Puchov               | 4   | 3 | 1 | 2 | 252 | 282 | 0.894 | 4  | 8  | 0.5   |
| 4 | Kommunalnik Grodno       | 3   | 3 | 0 | 3 | 254 | 280 | 0.907 | 3  | 9  | 0.333 |

| Date     | Match                                         | Résultat | Sets  | Sets  | Sets  | Sets  | Sets  | Total Points |
| Date     | Match                                         | Résultat | 1     | 2     | 3     | 4     | 5     | Total Points |
| -------- | --------------------------------------------- | -------- | ----- | ----- | ----- | ----- | ----- | ------------ |
| 07.10.05 | Dinamo-Tattransgaz Kazan - VSK Puchov         | 3 - 0    | 25-17 | 25-17 | 25-18 | -     | -     | 75-52        |
| 07.10.05 | Sampo Pielavesi - Kommunalnik Grodno          | 3 - 1    | 25-23 | 21-25 | 28-26 | 25-20 | -     | 99-94        |
| 08.10.05 | Kommunalnik Grodno - Dinamo-Tattransgaz Kazan | 0 - 3    | 19-25 | 12-25 | 22-25 | -     | -     | 53-75        |
| 08.10.05 | VSK Puchov - Sampo Pielavesi                  | 1 - 3    | 22-25 | 26-24 | 22-25 | 24-26 | -     | 94-100       |
| 09.10.05 | Kommunalnik Grodno - VSK Puchov               | 2 - 3    | 21-25 | 22-25 | 25-17 | 26-24 | 13-15 | 107-106      |
| 09.10.05 | Sampo Pielavesi - Dinamo-Tattransgaz Kazan    | 0 - 3    | 12-25 | 16-25 | 15-25 | -     | -     | 43-75        |

### Poule 6
| # | Équipe                    | Pts | J | G | P | Sp  | Sc  | Ratio | Pp | Pc | Ratio |
| - | ------------------------- | --- | - | - | - | --- | --- | ----- | -- | -- | ----- |
| 1 | Rabotnicki Fersped Skopje | 6   | 3 | 3 | 0 | 225 | 141 | 1.596 | 9  | 0  |       |
| 2 | Azerneft Bakou            | 5   | 3 | 2 | 1 | 218 | 208 | 1.048 | 6  | 4  | 1.5   |
| 3 | Nea Salamina Famagusta    | 4   | 3 | 1 | 2 | 218 | 224 | 0.973 | 4  | 6  | 0.667 |
| 4 | Tirana Tirana             | 3   | 3 | 0 | 3 | 137 | 225 | 0.609 | 0  | 9  | 0     |

| Date     | Match                                              | Résultat | Sets  | Sets  | Sets  | Sets  | Sets | Total Points |
| Date     | Match                                              | Résultat | 1     | 2     | 3     | 4     | 5    | Total Points |
| -------- | -------------------------------------------------- | -------- | ----- | ----- | ----- | ----- | ---- | ------------ |
| 07.10.05 | Azerneft Bakou - Nea Salamina Famagusta            | 3 - 1    | 25-22 | 25-20 | 22-25 | 25-21 | -    | 97-88        |
| 07.10.05 | Rabotnicki Fersped Skopje - Tirana Tirana          | 3 - 0    | 25-12 | 25-15 | 25-13 | -     | -    | 75-40        |
| 08.10.05 | Nea Salamina Famagusta - Tirana Tirana             | 3 - 0    | 25-14 | 25-22 | 25-16 | -     | -    | 75-52        |
| 08.10.05 | Azerneft Bakou - Rabotnicki Fersped Skopje         | 0 - 3    | 15-25 | 15-25 | 16-25 | -     | -    | 46-75        |
| 09.10.05 | Tirana Tirana - Azerneft Bakou                     | 0 - 3    | 21-25 | 9-25  | 15-25 | -     | -    | 45-75        |
| 09.10.05 | Rabotnicki Fersped Skopje - Nea Salamina Famagusta | 3 - 0    | 25-20 | 25-16 | 25-19 | -     | -    | 75-55        |

### Poule 7
| # | Équipe                     | Pts | J | G | P | Sp  | Sc  | Ratio | Pp | Pc | Ratio |
| - | -------------------------- | --- | - | - | - | --- | --- | ----- | -- | -- | ----- |
| 1 | Vojvodina Novolin Novi Sad | 6   | 3 | 3 | 0 | 241 | 175 | 1.377 | 9  | 1  | 9     |
| 2 | VKPU Presov                | 4   | 3 | 1 | 2 | 211 | 226 | 0.934 | 4  | 6  | 0.667 |
| 3 | OK Varazdin                | 4   | 3 | 1 | 2 | 218 | 242 | 0.901 | 4  | 7  | 0.571 |
| 4 | Dinamo-Energetik Tiraspol  | 4   | 3 | 1 | 2 | 233 | 260 | 0.896 | 4  | 7  | 0.571 |

| Date     | Match                                                  | Résultat | Sets  | Sets  | Sets  | Sets  | Sets | Total Points |
| Date     | Match                                                  | Résultat | 1     | 2     | 3     | 4     | 5    | Total Points |
| -------- | ------------------------------------------------------ | -------- | ----- | ----- | ----- | ----- | ---- | ------------ |
| 07.10.05 | VKPU Presov - Vojvodina Novolin Novi Sad               | 0 - 3    | 16-25 | 18-25 | 14-25 | -     | -    | 48-75        |
| 07.10.05 | OK Varazdin - Dinamo-Energetik Tiraspol                | 3 - 1    | 25-14 | 22-25 | 25-16 | 25-21 | -    | 97-76        |
| 08.10.05 | Dinamo-Energetik Tiraspol - VKPU Presov                | 3 - 1    | 23-25 | 25-22 | 25-23 | 25-18 | -    | 98-88        |
| 08.10.05 | Vojvodina Novolin Novi Sad - OK Varazdin               | 3 - 1    | 25-13 | 25-14 | 16-25 | 25-16 | -    | 91-68        |
| 09.10.05 | VKPU Presov - OK Varazdin                              | 3 - 0    | 25-15 | 25-19 | 25-19 | -     | -    | 75-53        |
| 09.10.05 | Vojvodina Novolin Novi Sad - Dinamo-Energetik Tiraspol | 3 - 0    | 25-16 | 25-21 | 25-22 | -     | -    | 75-59        |

## Tour principal

### Poule A
| # | Équipe                | Pts | J | G | P | Sp  | Sc  | Ratio | Pp | Pc | Ratio |
| - | --------------------- | --- | - | - | - | --- | --- | ----- | -- | -- | ----- |
| 1 | Portol Son Amar Palma | 12  | 6 | 6 | 0 | 577 | 510 | 1.131 | 18 | 7  | 2.571 |
| 2 | PZU AZS Olsztyn       | 10  | 6 | 4 | 2 | 560 | 509 | 1.1   | 16 | 9  | 1.778 |
| 3 | Seat Volley Näfels    | 7   | 6 | 1 | 5 | 461 | 513 | 0.899 | 7  | 15 | 0.467 |
| 4 | Autocommerce Bled     | 7   | 6 | 1 | 5 | 493 | 559 | 0.882 | 7  | 17 | 0.412 |

| Date     | Match                                      | Résultat | Sets  | Sets  | Sets  | Sets  | Sets  | Total Points |
| Date     | Match                                      | Résultat | 1     | 2     | 3     | 4     | 5     | Total Points |
| -------- | ------------------------------------------ | -------- | ----- | ----- | ----- | ----- | ----- | ------------ |
| 26.10.05 | Portol Son Amar Palma - PZU ASS Olsztyn    | 3 - 2    | 23-25 | 25-21 | 25-22 | 22-25 | 15-11 | 110-104      |
| 26.10.05 | Autocommerce Bled - Seat Volley Näfels     | 3 - 2    | 26-24 | 25-21 | 17-25 | 21-25 | 19-17 | 108-112      |
| 01.11.05 | Seat Volley Näfels - Portol Son Amar Palma | 1 - 3    | 18-25 | 20-25 | 25-19 | 18-25 | -     | 81-94        |
| 02.11.05 | PZU ASS Olsztyn - Autocommerce Bled        | 3 - 0    | 25-15 | 25-18 | 25-17 | -     | -     | 75-50        |
| 09.11.05 | Portol Son Amar Palma - Autocommerce Bled  | 3 - 1    | 26-24 | 25-23 | 19-25 | 25-16 | -     | 95-88        |
| 09.11.05 | PZU ASS Olsztyn - Seat Volley Näfels       | 3 - 0    | 27-25 | 25-19 | 25-14 | -     | -     | 77-58        |
| 07.12.05 | Seat Volley Näfels - PZU ASS Olsztyn       | 1 - 3    | 25-18 | 19-25 | 20-25 | 19-25 | -     | 83-93        |
| 07.12.05 | Autocommerce Bled - Portol Son Amar Palma  | 1 - 3    | 25-20 | 19-25 | 17-25 | 20-25 | -     | 81-95        |
| 14.12.05 | Autocommerce Bled - PZU ASS Olsztyn        | 2 - 3    | 25-17 | 25-19 | 16-25 | 21-25 | 13-15 | 100-101      |
| 14.12.05 | Portol Son Amar Palma - Seat Volley Näfels | 3 - 0    | 25-14 | 25-17 | 25-15 | -     | -     | 75-46        |
| 21.12.05 | Seat Volley Näfels - Autocommerce Bled     | 3 - 0    | 31-29 | 25-21 | 25-16 | -     | -     | 81-66        |
| 21.12.05 | PZU ASS Olsztyn - Portol Son Amar Palma    | 2 - 3    | 25-23 | 24-26 | 25-18 | 24-26 | 12-15 | 110-108      |

### Poule B
| # | Équipe                    | Pts | J | G | P | Sp  | Sc  | Ratio | Pp | Pc | Ratio |
| - | ------------------------- | --- | - | - | - | --- | --- | ----- | -- | -- | ----- |
| 1 | Halkbank Ankara           | 11  | 6 | 5 | 1 | 477 | 401 | 1.19  | 15 | 5  | 3     |
| 2 | Rabotnicki Fersped Skopje | 9   | 6 | 3 | 3 | 498 | 463 | 1.076 | 12 | 10 | 1.2   |
| 3 | Ferram Opava              | 9   | 6 | 3 | 3 | 528 | 539 | 0.98  | 13 | 12 | 1.083 |
| 4 | Raision Loimu Raisio      | 7   | 6 | 1 | 5 | 395 | 495 | 0.798 | 4  | 17 | 0.235 |

| Date     | Match                                            | Résultat | Sets  | Sets  | Sets  | Sets  | Sets  | Total Points |
| Date     | Match                                            | Résultat | 1     | 2     | 3     | 4     | 5     | Total Points |
| -------- | ------------------------------------------------ | -------- | ----- | ----- | ----- | ----- | ----- | ------------ |
| 26.10.05 | Halkbank Ankara - Raision Loimu Raisio           | 3 - 0    | 27-25 | 25-19 | 25-22 | -     | -     | 77-66        |
| 26.10.05 | Ferram Opava - Rabotnicki Fersped Skopje         | 3 - 1    | 21-25 | 25-23 | 25-23 | 25-22 | -     | 96-93        |
| 03.11.05 | Rabotnicki Fersped Skopje - Halkbank Ankara      | 3 - 0    | 29-27 | 25-20 | 25-23 | -     | -     | 79-70        |
| 02.11.05 | Raision Loimu Raisio - Ferram Opava              | 3 - 2    | 19-25 | 25-16 | 25-20 | 23-25 | 15-10 | 107-96       |
| 10.11.05 | Halkbank Ankara - Ferram Opava                   | 3 - 0    | 25-21 | 25-23 | 25-15 | -     | -     | 75-59        |
| 09.11.05 | Raision Loimu Raisio - Rabotnicki Fersped Skopje | 1 - 3    | 25-22 | 21-25 | 17-25 | 17-25 | -     | 80-97        |
| 08.12.05 | Rabotnicki Fersped Skopje - Raision Loimu Raisio | 3 - 0    | 25-13 | 25-13 | 25-11 | -     | -     | 75-37        |
| 07.12.05 | Ferram Opava - Halkbank Ankara                   | 2 - 3    | 25-21 | 16-25 | 25-19 | 18-25 | 13-15 | 97-105       |
| 14.12.05 | Ferram Opava - Raision Loimu Raisio              | 3 - 0    | 25-18 | 25-17 | 25-20 | -     | -     | 75-55        |
| 14.12.05 | Halkbank Ankara - Rabotnicki Fersped Skopje      | 3 - 0    | 25-16 | 25-15 | 25-19 | -     | -     | 75-50        |
| 21.12.05 | Rabotnicki Fersped Skopje - Ferram Opava         | 2 - 3    | 25-17 | 23-25 | 20-25 | 25-23 | 11-15 | 104-105      |
| 21.12.05 | Raision Loimu Raisio - Halkbank Ankara           | 0 - 3    | 13-25 | 21-25 | 16-25 | -     | -     | 50-75        |

### Poule C
| # | Équipe                     | Pts | J | G | P | Sp  | Sc  | Ratio | Pp | Pc | Ratio |
| - | -------------------------- | --- | - | - | - | --- | --- | ----- | -- | -- | ----- |
| 1 | Vojvodina Novolin Novi Sad | 11  | 6 | 5 | 1 | 552 | 487 | 1.133 | 16 | 7  | 2.286 |
| 2 | Benfica Lisbonne           | 9   | 6 | 3 | 3 | 516 | 522 | 0.989 | 12 | 12 | 1     |
| 3 | VCM Constanta              | 8   | 6 | 2 | 4 | 520 | 536 | 0.97  | 9  | 14 | 0.643 |
| 4 | Vegyesz Kazincbarcika      | 8   | 6 | 2 | 4 | 568 | 611 | 0.93  | 11 | 15 | 0.733 |

| Date     | Match                                              | Résultat | Sets  | Sets  | Sets  | Sets  | Sets  | Total Points |
| Date     | Match                                              | Résultat | 1     | 2     | 3     | 4     | 5     | Total Points |
| -------- | -------------------------------------------------- | -------- | ----- | ----- | ----- | ----- | ----- | ------------ |
| 26.10.05 | Benfica Lisbonne - Vojvodina Novolin Novi Sad      | 2 - 3    | 22-25 | 25-19 | 25-19 | 18-25 | 6-15  | 96-103       |
| 26.10.05 | Vegyesz Kazincbarcika - VCM Constanta              | 2 - 3    | 25-22 | 19-25 | 21-25 | 25-23 | 11-15 | 101-110      |
| 02.11.05 | VCM Constanta - Benfica Lisbonne                   | 3 - 0    | 25-19 | 25-23 | 25-21 | -     | -     | 75-63        |
| 02.11.05 | Vojvodina Novolin Novi Sad - Vegyesz Kazincbarcika | 3 - 0    | 25-19 | 25-20 | 25-17 | -     | -     | 75-56        |
| 09.11.05 | Benfica Lisbonne - Vegyesz Kazincbarcika           | 3 - 1    | 25-18 | 13-25 | 25-17 | 25-23 | -     | 88-83        |
| 09.11.05 | Vojvodina Novolin Novi Sad - VCM Constanta         | 3 - 0    | 25-18 | 25-21 | 25-18 | -     | -     | 75-57        |
| 07.12.05 | VCM Constanta - Vojvodina Novolin Novi Sad         | 1 - 3    | 25-27 | 28-26 | 22-25 | 22-25 | -     | 97-103       |
| 06.12.05 | Vegyesz Kazincbarcika - Benfica Lisbonne           | 2 - 3    | 17-25 | 25-22 | 19-25 | 25-22 | 20-22 | 106-116      |
| 14.12.05 | Vegyesz Kazincbarcika - Vojvodina Novolin Novi Sad | 3 - 1    | 22-25 | 25-21 | 25-23 | 31-29 | -     | 103-98       |
| 14.12.05 | Benfica Lisbonne - VCM Constanta                   | 3 - 0    | 25-19 | 25-18 | 25-20 | -     | -     | 75-57        |
| 21.12.05 | VCM Constanta - Vegyesz Kazincbarcika              | 2 - 3    | 22-25 | 30-32 | 25-15 | 25-23 | 22-24 | 124-119      |
| 21.12.05 | Vojvodina Novolin Novi Sad - Benfica Lisbonne      | 3 - 1    | 25-23 | 25-14 | 23-25 | 25-16 | -     | 98-78        |

### Poule D
| # | Équipe                   | Pts | J | G | P | Sp  | Sc  | Ratio | Pp | Pc | Ratio |
| - | ------------------------ | --- | - | - | - | --- | --- | ----- | -- | -- | ----- |
| 1 | Panathinaikos Athènes    | 11  | 6 | 5 | 1 | 517 | 465 | 1.112 | 15 | 7  | 2.143 |
| 2 | Copra Piacenza           | 10  | 6 | 4 | 2 | 530 | 488 | 1.086 | 15 | 7  | 2.143 |
| 3 | Dinamo-Tattransgaz Kazan | 9   | 6 | 3 | 3 | 498 | 497 | 1.002 | 11 | 11 | 1     |
| 4 | Erdemirspor Eregli       | 6   | 6 | 0 | 6 | 400 | 495 | 0.808 | 2  | 18 | 0.111 |

| Date     | Match                                            | Résultat | Sets  | Sets  | Sets  | Sets  | Sets  | Total Points |
| Date     | Match                                            | Résultat | 1     | 2     | 3     | 4     | 5     | Total Points |
| -------- | ------------------------------------------------ | -------- | ----- | ----- | ----- | ----- | ----- | ------------ |
| 26.10.05 | Dinamo-Tattransgaz Kazan - Panathinaikos Athènes | 2 - 3    | 25-27 | 25-23 | 21-25 | 29-27 | 13-15 | 113-117      |
| 26.10.05 | Copra Piacenza - Erdemirspor Eregli              | 3 - 1    | 25-19 | 26-24 | 20-25 | 25-19 | -     | 96-87        |
| 02.11.05 | Erdemirspor Eregli - Dinamo-Tattransgaz Kazan    | 1 - 3    | 21-25 | 25-17 | 17-25 | 21-25 | -     | 84-92        |
| 02.11.05 | Panathinaikos Athènes - Copra Piacenza           | 0 - 3    | 24-26 | 22-25 | 16-25 | -     | -     | 62-76        |
| 09.11.05 | Dinamo-Tattransgaz Kazan - Copra Piacenza        | 3 - 1    | 25-16 | 20-25 | 26-24 | 32-30 | -     | 103-95       |
| 09.11.05 | Panathinaikos Athènes - Erdemirspor Eregli       | 3 - 0    | 25-17 | 25-10 | 25-15 | -     | -     | 75-42        |
| 07.12.05 | Erdemirspor Eregli - Panathinaikos Athènes       | 0 - 3    | 22-25 | 20-25 | 25-27 | -     | -     | 67-77        |
| 08.12.05 | Copra Piacenza - Dinamo-Tattransgaz Kazan        | 3 - 0    | 25-16 | 25-23 | 25-17 | -     | -     | 75-56        |
| 15.12.05 | Copra Piacenza - Panathinaikos Athènes           | 2 - 3    | 25-20 | 21-25 | 22-25 | 28-26 | 12-15 | 108-111      |
| 14.12.05 | Dinamo-Tattransgaz Kazan - Erdemirspor Eregli    | 3 - 0    | 25-16 | 25-18 | 25-17 | -     | -     | 75-51        |
| 21.12.05 | Erdemirspor Eregli - Copra Piacenza              | 0 - 3    | 18-25 | 28-30 | 23-25 | -     | -     | 69-80        |
| 21.12.05 | Panathinaikos Athènes - Dinamo-Tattransgaz Kazan | 3 - 0    | 25-18 | 25-23 | 25-18 | -     | -     | 75-59        |

### Finale à quatre
|  | Demi-finales                         | Demi-finales                         |                        |   | Finale                                     | Finale                                     |
|  | Demi-finales                         | Demi-finales                         |                        |   | Finale                                     | Finale                                     |
|  |                                      |                                      |                        |   |                                            |                                            |
|  | 11.03.05, 25-22, 21-25, 18-25, 21-25 | 11.03.05, 25-22, 21-25, 18-25, 21-25 |                        |   | 12.03.05, 21-25, 25-19, 25-20, 20-25, 15-9 | 12.03.05, 21-25, 25-19, 25-20, 20-25, 15-9 |
|  | 11.03.05, 25-22, 21-25, 18-25, 21-25 | 11.03.05, 25-22, 21-25, 18-25, 21-25 |                        |   | 12.03.05, 21-25, 25-19, 25-20, 20-25, 15-9 | 12.03.05, 21-25, 25-19, 25-20, 20-25, 15-9 |
|  | Panathinaikos Athènes                | 1                                    |                        |   | 12.03.05, 21-25, 25-19, 25-20, 20-25, 15-9 | 12.03.05, 21-25, 25-19, 25-20, 20-25, 15-9 |
|  | Panathinaikos Athènes                | 1                                    |                        |   | 12.03.05, 21-25, 25-19, 25-20, 20-25, 15-9 | 12.03.05, 21-25, 25-19, 25-20, 20-25, 15-9 |
|  | Copra Piacenza                       | 3                                    |                        |   | 12.03.05, 21-25, 25-19, 25-20, 20-25, 15-9 | 12.03.05, 21-25, 25-19, 25-20, 20-25, 15-9 |
|  | Copra Piacenza                       | 3                                    | Copra Piacenza         | 3 |                                            |                                            |
|  | 11.03.05, 13-25, 19-25, 23-25        |                                      | Copra Piacenza         | 3 |                                            |                                            |
|  |                                      | Portol Son Amar Palma                | 2                      |   |                                            |                                            |
|  | Vojvodina Novolin Novi Sad           | Portol Son Amar Palma                | 2                      | 0 |                                            |                                            |
|  | Vojvodina Novolin Novi Sad           |                                      |                        | 0 |                                            |                                            |
|  | Portol Son Amar Palma                | 3                                    |                        |   |                                            |                                            |
|  | Portol Son Amar Palma                | 3                                    | Match pour la 3e place |   |                                            |                                            |
|  |                                      |                                      |                        |   |                                            |                                            |
|  | 12.03.05, 25-16, 25-27, 26-24, 25-21 |                                      |                        |   |                                            |                                            |
|  |                                      |                                      |                        |   |                                            |                                            |
|  | Panathinaikos Athènes                | 3                                    |                        |   |                                            |                                            |
|  | Panathinaikos Athènes                | 3                                    |                        |   |                                            |                                            |
|  | Vojvodina Novolin Novi Sad           | 1                                    |                        |   |                                            |                                            |
|  | Vojvodina Novolin Novi Sad           | 1                                    |                        |   |                                            |                                            |